# Okrugloplodno ptičje mlijeko
Okrugloplodno ptičje mlijeko (okrugloplodna kestenjača; lat. Ornithogalum sphaerocarpum), biljna vrsta iz porodice šparogovki. Raširena je po mediteranskim državama, uključujući i Hrvatsku, i nekim zemljama srednje Europe.

## Opis
Ornithogalum sphaerocarpum pripada skupini lukovičastih i gomoljastih biljaka.

### Imenovanje
Ornithogalum sphaerocarpum opisao je i pravovaljano ime objavio Anton Joseph Kerner 1878.

## Taksonomija
Ornithogalum sphaerocarpum je vrsta iz roda Ornithogalum koji sadrži između 190 i 217 vrsta i pripada porodici Asparagaceae (porodica šparoga). Tipska vrsta roda je Ornithogalum umbellatum.

## Sinonimi
- Loncomelos pyrenaicum subsp. sphaerocarpum
- Ornithogalum pyrenaicum var. sphaerocarpum[2]

## Karakteristike

### Rast
Biljke dosežu visinu od 50 do 100 centimetara.

### Lišće
Ornithogalum sphaerocarpum je listopadna vrsta. Jednostavni listovi su bazalni. Linearni su s cijelim marginama.

### Cvijeće i plod
Ornithogalum sphaerocarpum stvara grozdove bijelih šesterozvjezdastih cvjetova u travnju i svibnju. Biljke proizvode lokulicidne kapsule.

### Distribucija
Ornithogalum sphaerocarpum porijeklom je iz jugoistočne Europe.

## Uzgoj

### Lokacija i opći uvjeti
Biljke preferiraju sunčano do polusjenovito mjesto na umjereno vlažnom tlu. Supstrat bi trebao biti pjeskovita ilovača ili ilovača.

### Održavanje
Listove treba ostaviti na biljkama nakon cvatnje kako bi mogle skupiti energiju za sljedeću godinu. Uvele cvjetove potrebno jew ukloniti.
Sadi se u jesen.

### Razmnožavanje
Razmnožava se sjetvom sjemena u jesen ili sjetvom ljeti.

## Toksičnost
Otrovna je.

## Vanjske poveznice
|  | Zajednički poslužitelj ima još gradiva o temi Ornithogalum sphaerocarpum |
|  | Wikivrste imaju podatke o taksonu Ornithogalum sphaerocarpum             |